# De Wereldvrede
De Wereldvrede is een Belgisch productiehuis dat werd opgericht in 2013 door acteur Gilles De Schryver en regisseur Gilles Coulier. In 2015 voegde Wouter Sap zich bij hen. De Wereldvrede maakt films en reeksen voor de Vlaamse en internationale markt. Het bedrijf is gevestigd in Sint-Amandsberg.

## Producties
De eerste productie van De Wereldvrede was de televisiereeks Bevergem voor Canvas. Deze reeks rond het personage Freddy De Vadder was aanvankelijk vooral in West-Vlaanderen populair en was uiteindelijk ook te zien op Eén en op Netflix in België en Nederland. Toen bleek dat 'nurfen', een term uitgevonden door de makers, de meest gegoogelde zoekterm van het jaar 2015 was, werd duidelijk dat de reeks ook mainstream was doorgebroken. In 2016 won de reeks drie Vlaamse Televisie Sterren en kreeg het ook De Ha! Van Humo.
De eerste langspeelfilm van Gilles Coulier, Cargo, ging in 2017 in première op het Filmfestival van Oostende en behaalde daarna verschillende internationale festivalselecties waaronder het Internationaal filmfestival van San Sebastián, het Filmfestival van Londen en het Thessaloniki Film Festival. De film haalde in 2018 tien Ensor-nominaties en kreeg uiteindelijk de Ensor voor Beste Muziek.
In 2019 coproduceerde De Wereldvrede de achtdelige reeks War of the Worlds voor Canal+ en Fox Networks Group. Gilles Coulier regisseerde de eerste vier afleveringen.
De korte film Stephanie van Leonardo Van Dijl haalde in 2020 de officiële kortefilmcompetitie van het Filmfestival van Cannes.
In 2020 verscheen ook de reeks Albatros (geschreven door Wannes Destoop, Dominique Van Malder, Tom Dupont en Gilles Coulier) op Telenet Play (later Streamz). Begin 2021 was de reeks te zien op Canvas. In datzelfde jaar won de reeks de Prix Europa voor beste Europese fictieserie.
Tijdens de coronacrisis maakte De Wereldvrede samen met productiehuis Lecter Scripted Media de reeks Lockdown voor Eén. De reeks bestaat uit verschillende korte films van onder andere Robin Pront, Michaël R. Roskam, Gilles Coulier, Kaat Beels en Jan Eelen. Rollen zijn er onder meer voor Veerle Baetens, Matthias Schoenaerts, Emilie De Roo, Peter Van den Begin en Maaike Neuville. Op het festival Canneseries 2021 kreeg de reeks de Student Prize for Best Short Form Series.

## Filmografie
- Bevergem (2015)
- Guest (2016)
- Cargo (2017)
- War of the Worlds (2019)
- Albatros (2020)
- Stephanie (2020)
- ADA (2020)
- Lockdown (2021)